# マルティン・バトゥリナ
マルティン・バトゥリナ（Martin Baturina、2003年2月16日 - ）は、クロアチア・スプリト出身のサッカー選手。コモ1907所属。ポジションはミッドフィールダー。

## 経歴
2017年、RNKスプリトからNKディナモ・ザグレブの下部組織に入団し、2021年5月16日、HNKゴリツァとのリーグ戦でトップチームデビューを飾った。2021-22シーズンのリーグ最終節に開催されたHNKハイドゥク・スプリト戦では、1-1と引き分けていた94分からの途中出場で1ゴール1アシストを記録し、3-1で土壇場での逆転に大きな貢献をした。2021-22シーズンは公式戦18試合をトップチームで戦い、翌2022-23シーズン開幕前、ブルーノ・ペトコヴィッチから19歳にしてクラブの背番号10番を引き継いだ。
2025年6月16日、コモ1907に移籍することが発表された。
UEFA EURO 2024に選出